# Bengtskär
Bengtskär – szkier położony na Morzu Bałtyckim, przy wejściu do Zatoki Fińskiej i należący do Finlandii.
Bengtskär jest najdalej wysuniętym na południe zamieszkanym miejscem w Finlandii. Rosala, najbliżej położona wieś, znajduje się 18 kilometrów na północ, a miasto Hanko 25 kilometrów na północny wschód od wyspy.
Na Bengtskär znajduje się zbudowana w 1906 roku latarnia morska o wysokości 52 metrów. Została ona zaprojektowana przez architekta Florentina Granholma. Granholm przedstawił swój projekt w 1900 roku podczas wystawy światowej w Paryżu. Obecnie w latarni morskiej znajduje się muzeum.

## Historia
W 1914 roku z powodu wybuchu I wojny światowej pracownicy i mieszkańcy latarni morskiej zostali ewakuowani na kontynent. Tego samego roku latarnia została zbombardowana, jednak nie uległa poważnym uszkodzeniom. Latem 1915 roku mieszkańcy wrócili na wyspę.
26 lipca 1941 roku armia radziecka zaatakowała wyspę, jednak nie zdołała jej zająć. W wyniku walk zginęło 31 Finów, zaś 45 zostało rannych. Po stronie radzieckiej życie straciło 6 żołnierzy, a 28 zostało wziętych do niewoli. 27 lipca 1941 roku wyspa została zbombardowana, w wyniku czego zginęło 7 Finów, a zniszczeniu uległy kwatery mieszkalne.
W 1950 roku, po wykonaniu napraw, latarnia morska została ponownie uruchomiona.